# Marion Ross

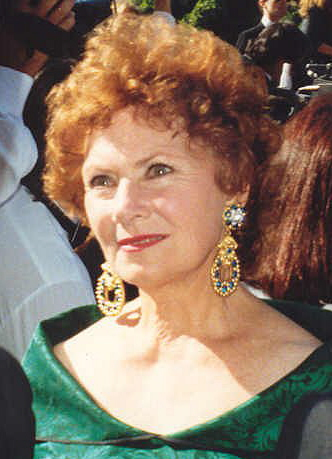
Marion Ross på en gala 1992.

Marion Ross, född 25 oktober 1928 i Watertown, Minnesota, är en amerikansk skådespelare.